# FANTASTICS from EXILE TRIBE
FANTASTICS from EXILE TRIBE（ファンタスティックス・フロム・エグザイル・トライブ）は、日本のダンス&ボーカルグループ。LDH JAPAN所属。レーベルはrhythm zone。

## 略歴
2016年
- 12月29日、EXILEのパフォーマー世界、佐藤大樹をリーダーに、EXPGから選出された澤本夏輝、瀬口黎弥、中尾翔太、堀夏喜、木村慧人でダンスグループとして結成[1]。

2017年
- 1月31日（30日深夜）、TBS系『週刊EXILE』でグループ結成を発表[2]。
- 2月13日 - 4月16日、「武者修行」を実施[3]。
- 5月16日（15日深夜）、TBS系『週刊EXILE』でボーカルを募集する「VOCAL BATTLE AUDITION 5」の開催を発表[4]。
- 12月20日、日本テレビ系『スッキリ』で上記オーディションの合格者が八木勇征、中島颯太であることを発表。ダンス&ボーカルグループとして始動[5]。

2018年
- 3月3日、中尾が胃がんの治療のため活動休止することを発表[6]。
- 4月14日 - 6月10日、「夢者修行 FANTASTIC 9」を実施[7]。
- 7月8日、中尾が同月6日に死去したことを発表[8]。
- 12月5日、シングル「OVER DRIVE」でメジャーデビュー。グループ名が、"FANTASTICS"から"FANTASTICS from EXILE TRIBE"となった[1]。

## メンバー
パフォーマー
- 世界（せかい、1991年2月21日 - ）リーダー
- 佐藤大樹（さとう たいき、1995年1月25日 - ）リーダー
- 澤本夏輝（さわもと なつき、1994年1月19日 - ）
- 瀬口黎弥（せぐち れいや、1996年3月11日 - ）
- 堀夏喜（ほり なつき、1997年8月6日 - ）
- 木村慧人（きむら けいと、1999年8月16日 - ）

ボーカル
- 八木勇征（やぎ ゆうせい、1997年5月6日 - ）
- 中島颯太（なかじま そうた、1999年8月18日 - ）

パフォーマー
- 中尾翔太（なかお しょうた、1996年4月23日 - 2018年7月6日）
  - 2017年の年末から体調不良が続き、医療機関で精密検査を受けたところ、胃がんが発覚。12月20日の『スッキリ』への出演が最後の仕事となった。2018年3月3日に病気と活動休止を発表。7月8日に所属事務所が6日午前7時23分に都内の病院で死去したことを発表。満22歳。7月14日の中尾の訃報が公表されて以降初のステージとなったイベント『DANCE EARTH FESTIVAL 2018』では、「9人でFANTASTICS」とメンバーが語った。

## 作品
順位は、オリコン週間ランキングの最高位。

### シングル
|    | 発売日         | タイトル                 | 順位 |
| -- | -------------- | ------------------------ | ---- |
| 1  | 2018年12月5日  | OVER DRIVE               | 3位  |
| 2  | 2019年4月3日   | Flying Fish              | 2位  |
| 3  | 2019年8月21日  | Dear Destiny             | 2位  |
| 4  | 2019年12月4日  | Time Camera              | 2位  |
| 5  | 2020年4月1日   | Hey, darlin'             | 11位 |
| 6  | 2020年9月23日  | Winding Road〜未来へ〜   | 5位  |
| 7  | 2020年11月11日 | High Fever               | 7位  |
| 8  | 2021年5月19日  | STOP FOR NOTHING         | 2位  |
| 9  | 2022年3月9日   | サンタモニカ・ロリポップ | 3位  |
| 10 | 2022年6月29日  | Escape                   | 3位  |
| 11 | 2022年8月24日  | Summer Bike              | 4位  |
| 12 | 2022年11月16日 | Choo Choo TRAIN          | 6位  |
| 13 | 2023年4月19日  | PANORAMA JET             | 2位  |
| 14 | 2023年8月16日  | Tell Me                  | 2位  |
| 15 | 2024年10月23日 | Got Boost?               | 4位  |
| 16 | 2025年9月17日  | BFX                      |      |

### 配信シングル
| 配信日         | タイトル           |
| -------------- | ------------------ |
| 2023年2月25日  | Easy come, easy go |
| 2023年9月22日  | It's all good      |
| 2023年12月22日 | Peppermint Yum     |
| 2024年2月29日  | アプデライフ       |
| 2024年4月19日  | Sugar Blood Kiss   |
| 2024年5月29日  | ブレイクライン     |
| 2024年11月8日  | Yellow Yellow      |
| 2024年12月18日 | 春舞う空に願うのは |
| 2025年1月7日   | ポケット           |
| 2025年3月12日  | FUNKTASTIC!        |
| 2025年3月21日  | Shiny Days         |
| 2025年5月28日  | 運命なんて         |
| 2025年6月18日  | Shake it off       |

### 企画シングル
- FANTASTICS FROM EXILE（2021年12月15日）

### アルバム
|   | 発売日        | タイトル         | 順位 |
| - | ------------- | ---------------- | ---- |
| 1 | 2020年2月12日 | FANTASTIC 9      | 4位  |
| 2 | 2021年8月18日 | FANTASTIC VOYAGE | 8位  |
| 3 | 2023年12月5日 | FANTASTIC ROCKET | 2位  |

### ミニアルバム
|   | 発売日        | タイトル            | 順位 |
| - | ------------- | ------------------- | ---- |
| 1 | 2024年7月17日 | Temporal Transition | 4位  |
| 2 | 2025年2月5日  | Dimensional Bridge  | 2位  |
| 3 | 2025年7月16日 | Cosmic Resonance    |      |

### ライブアルバム
| 発売日        | タイトル                                                                  | 順位 |
| ------------- | ------------------------------------------------------------------------- | ---- |
| 2022年5月25日 | FANTASTICS LIVE TOUR 2021 "FANTASTIC VOYAGE" 〜WAY TO THE GLORY〜 LIVE CD | 14位 |
| 2024年4月17日 | FANTASTICS ARENA LIVE 2023 "HOP STEP JUMP" LIVE CD                        | 6位  |

### 参加作品
| 発売日        | 曲名                            | 収録作品 |
| ------------- | ------------------------------- | --- |
| 2018年5月4日  | Turn Back Time feat. FANTASTICS | EXILE『Turn Back Time feat. FANTASTICS』                                                                                  |
| 2019年7月3日  | Supersonic                      | GENERATIONS, THE RAMPAGE, FANTASTICS, BALLISTIK BOYZ from EXILE TRIBE 『BATTLE OF TOKYO 〜ENTER THE Jr.EXILE〜』          |
| 2019年7月3日  | SHOCK THE WORLD                 | GENERATIONS, THE RAMPAGE, FANTASTICS, BALLISTIK BOYZ from EXILE TRIBE 『BATTLE OF TOKYO 〜ENTER THE Jr.EXILE〜』          |
| 2019年7月3日  | MIX IT UP                       | GENERATIONS, THE RAMPAGE, FANTASTICS, BALLISTIK BOYZ from EXILE TRIBE 『BATTLE OF TOKYO 〜ENTER THE Jr.EXILE〜』          |
| 2019年7月3日  | 24WORLD                         | GENERATIONS, THE RAMPAGE, FANTASTICS, BALLISTIK BOYZ from EXILE TRIBE 『BATTLE OF TOKYO 〜ENTER THE Jr.EXILE〜』          |
| 2021年1月1日  | WAY TO THE GLORY                | EXILE TRIBE『RISING SUN TO THE WORLD』                                                                                    |
| 2021年2月15日 | My Hero〜奇跡の唄〜             | V.A.『My Hero〜奇跡の唄〜』                                                                                               |
| 2021年6月23日 | PERFECT MAGIC                   | GENERATIONS, THE RAMPAGE, FANTASTICS, BALLISTIK BOYZ from EXILE TRIBE 『BATTLE OF TOKYO TIME 4 Jr.EXILE』                 |
| 2021年6月23日 | UNTITLED FUTURE                 | GENERATIONS, THE RAMPAGE, FANTASTICS, BALLISTIK BOYZ from EXILE TRIBE 『BATTLE OF TOKYO TIME 4 Jr.EXILE』                 |
| 2022年4月27日 | 金色のバトン                    | Jr.EXILE『金色のバトン』                                                                                                  |
| 2023年7月19日 | Black magic                     | GENERATIONS, THE RAMPAGE, FANTASTICS, BALLISTIK BOYZ, PSYCHIC FEVER from EXILE TRIBE 『BATTLE OF TOKYO CODE OF Jr.EXILE』 |
| 2024年3月20日 | Peppermint Yum                  | FANTASTICS × EPEX『Peppermint Yum』                                                                                       |
| 2024年8月7日  | TurquoiseSun & PinkPurpleMoon   | V.A.『BATTLE OF TOKYO Jr.EXILE vs NEO EXILE』                                                                             |
| 2024年8月7日  | 24karats -type Jr.EX-           | V.A.『BATTLE OF TOKYO Jr.EXILE vs NEO EXILE』                                                                             |
| 2024年9月27日 | AKANEGUMO                       | EXILE TRIBE「AKANEGUMO」                                                                                                  |

### 映像作品
- FANTASTICS LIVE TOUR 2024 "INTERSTELLATIC FANTASTIC" -THE FINAL-（2025年2月5日）[13]

### 写真集
- FANTASTICS from EXILE TRIBE 1st Photo Book FANTASTIC NINE（2020年4月15日、主婦と生活社）ISBN 978-4-391-15447-4
- FANTASTICS写真集 DAY OFF（2024年12月20日、講談社）

## タイアップ
| 曲名                     | タイアップ | 収録作品                                                              |
| ------------------------ | --- | --------------------------------------------------------------------- |
| OVER DRIVE               | 日本テレビ系『スッキリ』2018年12月テーマソング                                                                     | シングル『OVER DRIVE』                                                |
| Believe in Love          | 映画『4月の君、スピカ。』主題歌                                                                                    | シングル『Flying Fish』                                               |
| Believe in Love          | FM OH!『OH! MY MORNING 851』OH! MY OH天気 2019年2月イメージソング                                                  | シングル『Flying Fish』                                               |
| Every moment             | HTB北海道テレビ放送『第101回全国高等学校野球選手権大会 めざせ甲子園 南北海道大会決勝』HTB中継テーマ曲              | シングル『Dear Destiny』                                              |
| Every moment             | ABA青森朝日放送『第101回全国高等学校野球選手権青森大会』中継エンディング曲                                         | シングル『Dear Destiny』                                              |
| Every moment             | 2019 IAT岩手朝日テレビ『夏の高校野球岩手大会』テーマ曲                                                             | シングル『Dear Destiny』                                              |
| Every moment             | YTS山形テレビ『第101回全国高等学校野球選手権山形大会』中継テーマソング                                             | シングル『Dear Destiny』                                              |
| Every moment             | 2019KFB福島放送『夏の高校野球』テーマソング                                                                        | シングル『Dear Destiny』                                              |
| Every moment             | KHB東日本放送『第101回全国高校野球選手権宮城大会』KHBテーマソング                                                  | シングル『Dear Destiny』                                              |
| Every moment             | UX新潟テレビ21『2019年熱闘ライブ』EDテーマ                                                                         | シングル『Dear Destiny』                                              |
| Every moment             | HAB北陸朝日放送『2019夏の高校野球』応援ソング                                                                      | シングル『Dear Destiny』                                              |
| Every moment             | abn長野朝日放送『2019高校野球』テーマ曲                                                                            | シングル『Dear Destiny』                                              |
| Every moment             | SATV静岡朝日テレビ『2019年夏の高校野球』テーマソング                                                               | シングル『Dear Destiny』                                              |
| Every moment             | メ～テレ『2019 メ～テレ高校野球』テーマ曲                                                                          | シングル『Dear Destiny』                                              |
| Every moment             | HOME広島ホームテレビ『広島ホームテレビ 2019年夏の高校野球』テーマソング                                            | シングル『Dear Destiny』                                              |
| Every moment             | KSB瀬戸内海放送『高校野球2019（岡山県/香川県）』応援ソング                                                         | シングル『Dear Destiny』                                              |
| Every moment             | eat愛媛朝日テレビ『第101回全国高等学校野球選手権愛媛大会 白球青春2019』エンディングテーマソング                    | シングル『Dear Destiny』                                              |
| Every moment             | yab山口朝日放送『きらり夏2019 全国高校野球選手権山口大会』オープニング曲                                           | シングル『Dear Destiny』                                              |
| Every moment             | 2019KBC九州朝日放送『高校野球』イメージソング                                                                      | シングル『Dear Destiny』                                              |
| Every moment             | NCC長崎文化放送『第101回全国高等学校野球選手権長崎大会』テーマソング                                               | シングル『Dear Destiny』                                              |
| Every moment             | OAB大分朝日放送『第101回全国高等学校野球選手権大分大会』挿入歌・エンディングテーマソング                           | シングル『Dear Destiny』                                              |
| Every moment             | KKB鹿児島放送『めざせ!!甲子園 第101回全国高等学校野球選手権鹿児島大会』中継エンディングソング                      | シングル『Dear Destiny』                                              |
| Time Camera              | 「テレ東 冬のあったかパーク in TOKYO SKYTREE TOWN(R)」イベントテーマソング                                         | シングル『Time Camera』                                               |
| TO THE SKY               | 機動戦士ガンダム40周年記念「ガンダム×KEN OKUYAMA DESIGN×LDH JAPAN “G40プロジェクト”」テーマソング                  | アルバム『FANTASTIC VOYAGE』                                          |
| Hey, darlin'             | フジテレビ系『Mr.サンデー』エンディングテーマ                                                                      | シングル『Hey, darlin'』                                              |
| Winding Road〜未来へ〜   | 中部日本放送 創立70周年イメージソング                                                                              | シングル『Winding Road〜未来へ〜』                                    |
| High Fever               | 日本テレビ系ドラマ『マネキン・ナイト・フィーバー』主題歌                                                           | シングル『High Fever』                                                |
| Play Back                | 日本テレビ系『FUN! FUN! FANTASTICS』主題歌                                                                         | シングル『STOP FOR NOTHING』                                          |
| STOP FOR NOTHING         | 佐藤可士和展「STOP FOR NOTHING」プロジェクトテーマ曲                                                               | シングル『STOP FOR NOTHING』                                          |
| Tie and Tie              | 舞台『「錆色のアーマ」 -繋ぐ-』主題歌                                                                              | シングル『サンタモニカ・ロリポップ』                                  |
| Tie and Tie              | アニメ『錆色のアーマ－黎明－』エンディングテーマ                                                                   | シングル『サンタモニカ・ロリポップ』                                  |
| Turn to You              | MBS・TBSドラマ『liar』エンディング主題歌                                                                           | シングル『サンタモニカ・ロリポップ』                                  |
| サンタモニカ・ロリポップ | 日本テレビ系『FUN! FUN! FANTASTICS season2』主題歌                                                                 | シングル『サンタモニカ・ロリポップ』                                  |
| Escape                   | テレビ東京系木ドラ24『花嫁未満エスケープ』エンディング主題歌                                                       | シングル『Escape』                                                    |
| Summer Bike              | 「FANTASTICS LIVE TOUR 2022 “FAN FAN HOP”」テーマソング                                                            | シングル『Summer Bike』                                               |
| Choo Choo TRAIN          | 「FANTASTICS LIVE TOUR 2022 “FAN FAN STEP”」テーマソング                                                           | シングル『Choo Choo TRAIN』                                           |
| ギリギリ Ride it out     | NHK Eテレ『魔入りました!入間くん』第3シリーズ オープニングテーマ                                                   | シングル『Choo Choo TRAIN』                                           |
| PANORAMA JET             | 住宅情報館 TVCMソング                                                                                              | シングル『PANORAMA JET』                                              |
| PANORAMA JET             | Agoda Company Pte Ltd 『Agoda』 コラボCM                                                                           | シングル『PANORAMA JET』                                              |
| PANORAMA JET             | スカイブルー コラボCM                                                                                              | シングル『PANORAMA JET』                                              |
| Easy come, easy go       | モデルナ・ジャパン『Moderna Meets Music』テーマソング                                                              | シングル『PANORAMA JET』                                              |
| Tell Me                  | 日本テレビ『FUN!FUN!FANTASTICS SEASON3』主題歌                                                                     | シングル『Tell Me』                                                   |
| It's all good            | 朝日放送テレビドラマL『around1/4 アラウンド・クォーター』主題歌                                                    | 配信シングル『It's all good』 アルバム『FANTASTIC ROCKET』            |
| STARBOYS                 | ラウンドワン『FANTASTICS in ROUND1!』「FANTASTICS in ROUND1 篇」「ギガクレーンゲームスタジアム 篇」CMソング        | アルバム『FANTASTIC ROCKET』                                          |
| アプデライフ             | 東海テレビ・フジテレビ系土ドラ『おっさんのパンツがなんだっていいじゃないか!』オープニング曲                        | 配信シングル『アプデライフ』 ミニアルバム『Temporal Transition』      |
| Sugar Blood Kiss         | アニメ『ヴァンパイア男子寮』オープニングテーマ                                                                     | 配信シングル『Sugar Blood Kiss』 ミニアルバム『Temporal Transition』  |
| ブレイクライン           | 映画『逃走中 THE MOVIE』ファイティングテーマ                                                                       | 配信シングル『ブレイクライン』 ミニアルバム『Temporal Transition』    |
| Got Boost?               | テレビ朝日系特撮テレビドラマ『仮面ライダーガヴ』主題歌                                                             | シングル『Got Boost?』                                                |
| Yellow Yellow            | 映画『矢野くんの普通の日々』主題歌                                                                                 | 配信シングル『Yellow Yellow』 ミニアルバム『Dimensional Bridge』      |
| 春舞う空に願うのは       | 映画『僕らは人生で一回だけ魔法が使える』主題歌                                                                     | 配信シングル『春舞う空に願うのは』 ミニアルバム『Dimensional Bridge』 |
| ポケット                 | テレビ東京系アニメ『魔神創造伝ワタル』エンディングテーマ                                                           | 配信シングル『ポケット』 ミニアルバム『Dimensional Bridge』           |
| TOP OF THE GAME          | ラウンドワン『FANTASTICS in ROUND1!』「一緒にいこーぜ! ROUND1 篇」「ギガクレーンゲームスタジアムpart2 篇」CMソング | 配信シングル『TOP OF THE GAME』 ミニアルバム『Dimensional Bridge』    |
| SYNERGY                  | 『第一生命 D.LEAGUE 24-25 』テーマソング                                                                           | ミニアルバム『Dimensional Bridge』                                    |
| 魔法みたいな日々         | 映画『僕らは人生で一回だけ魔法が使える』エンディングテーマ                                                         | ミニアルバム『Dimensional Bridge』                                    |
| FUNKTASTIC!              | 日本テレビ『FUN！FUN！FANTASTICS SEASON5』主題歌                                                                   | 配信シングル『FUNKTASTIC!』 ミニアルバム『Cosmic Resonance』          |
| Shiny Days               | Ora2「FUN HAMIGAKI! FUN DAYS!」WEBCMソング                                                                         | 配信シングル『Shiny Days』                                            |
| 運命なんて               | MBS/TBS ドラマイズム『あやしいパートナー』オープニング主題歌                                                       | 配信シングル『運命なんて』 ミニアルバム『Cosmic Resonance』           |
| Shake it off             | テレビ朝日系特撮テレビドラマ『仮面ライダーガヴ』挿入歌                                                             | 配信シングル『Shake it off』 ミニアルバム『Cosmic Resonance』         |
| Candy Blaze              | 映画『仮面ライダーガヴ お菓子の家の侵略者』主題歌                                                                  | 配信シングル『Candy Blaze』 ミニアルバム『Cosmic Resonance』          |
| POP LIFE                 | 日本テレビ系アニメ『矢野くんの普通の日々』オープニングテーマ                                                       |                                                                       |
| いつも隣で               | 映画『隣のステラ』主題歌                                                                                           |                                                                       |

## ライブ・イベント

### 単独
- 10月11日：宮城・仙台サンプラザホール
- 10月14日：兵庫・神戸国際会館 こくさいホール
- 10月16日、10月17日：大阪・オリックス劇場
- 10月22日：埼玉・大宮ソニックシティ 大ホール
- 10月25日：北海道・札幌文化芸術劇場 hitaru
- 10月28日、10月29日：愛知・名古屋国際会議場 センチュリーホール
- 11月01日：広島・上野学園ホール
- 11月03日：大阪・大阪国際会議場グランキューブ大阪 メインホール
- 11月05日、11月06日：福岡・福岡サンパレス
- 11月10日：宮崎・宮崎市民文化ホール
- 11月12日：東京・オリンパスホール八王子
- 11月14日：新潟・新潟県民会館
- 11月20日、11月21日：神奈川・パシフィコ横浜 国立大ホール

新型コロナウイルスによる政府の自粛要請に従い中止
- 3月28日：福井・サンドーム福井
- 7月19日：新潟・朱鷺メッセ 新潟コンベンションセンター

- 3月19日：山口・周南市文化会館
- 3月30日：鹿児島・川商ホール
- 3月31日：宮崎・宮崎市民文化ホール
- 4月20日：愛知・名古屋国際会議場 センチュリーホール
- 4月21日：山梨・YCC県民文化ホール
- 4月27日：神奈川・よこすか芸術劇場
- 4月29日：福島・パルセいいざか
- 4月30日：岩手・岩手県民会館
- 6月20日、6月21日：東京・東京ガーデンシアター

FANTASTICS LIVE TOUR 2021 "FANTASTIC VOYAGE" 〜WAY TO THE GLORY〜
- 10月28日：石川・本多の森ホール
- 10月30日：福井・フェニックス・プラザ
- 11月04日、11月05日：東京・LINE CUBE SHIBUYA
- 11月08日：兵庫・神戸国際会館 こくさいホール
- 11月13日：栃木・宇都宮市文化会館
- 11月19日：岡山・倉敷市民会館
- 11月21日：広島・上野学園ホール
- 11月23日：香川・レクザムホール
- 11月25日：愛知・名古屋国際会議場 センチュリーホール
- 12月02日：大阪・大阪国際会議場グランキューブ大阪 メインホール
- 12月04日：東京・東京ガーデンシアター
- 12月05日：宮城・仙台サンプラザホール
- 12月10日：千葉・森のホール21
- 1月06日：京都・ロームシアター京都
- 1月13日：福岡・福岡サンパレス
- 1月16日：大分・iichiko グランシアタ
- 1月28日：群馬・ベイシア文化ホール
- 1月30日：長野・キッセイ文化ホール
- 2月05日：静岡・静岡市民文化会館 大ホール
- 2月13日：滋賀・滋賀県立芸術劇場 びわ湖ホール
- 2月21日、2月22日・東京・東京ガーデンシアター

- 6月08日：新潟・新潟県民会館
- 6月15日：大阪・オリックス劇場
- 6月18日：福岡・北九州ソレイユホール
- 6月21日：宮城・仙台サンプラザホール
- 6月26日：岡山・倉敷市民会館
- 7月10日：北海道・札幌文化芸術劇場 hitaru
- 7月17日：香川・レクザムホール
- 7月27日：大阪・オリックス劇場
- 8月02日：愛知・名古屋国際会議場 センチュリーホール
- 8月06日、8月07日：東京・東京ガーデンシアター

- 11月02日：山口・KDDI維新ホール
- 11月06日：愛媛・松山市民会館
- 11月08日：大分・iichiko グランシアタ
- 11月12日：石川・本多の森ホール
- 11月14日：広島・ふくやま芸術文化ホール
- 11月16日、佐賀・佐賀市文化会館
- 11月19日：奈良・なら100年会館 大ホール
- 11月22日：三重・三重県文化会館 大ホール
- 11月30日、12月01日：大阪・オリックス劇場
- 12月04日：茨城・ザ・ヒロサワ・シティ会館
- 12月06日：福井・フェニックス・プラザ
- 12月12日：東京・東京ガーデンシアター
- 12月15日：和歌山・和歌山県民文化会館
- 12月17日：群馬・ベイシア文化ホール
- 12月25日：岐阜・長良川国際会議場
- 12月28日：熊本・熊本城ホール

- 2月15日：和歌山・和歌山県民文化会館
- 2月18日：鳥取・米子コンベンションセンター BiG SHiP
- 2月20日：京都・ロームシアター京都
- 2月23日：長野・キッセイ文化ホール
- 3月03日：千葉・千葉県文化会館
- 3月05日：静岡・静岡市民文化会館 大ホール
- 3月07日：高知・高知県立県民文化ホール オレンジホール
- 3月18日：岩手・岩手県民会館
- 3月22日：兵庫・神戸国際会館こくさいホール
- 3月30日：栃木・宇都宮市文化会館
- 4月02日：青森・リンクステーションホール青森
- 4月06日：愛知・名古屋国際会議場センチュリーホール
- 4月09日：山梨・YCC県民文化ホール
- 4月12日：埼玉・大宮ソニックシティ 大ホール
- 4月15日：島根・島根県民会館 大ホール
- 4月17日：滋賀・滋賀県立芸術劇場 びわ湖ホール
- 4月20日：鹿児島・川商ホール
- 4月22日：長崎・長崎ブリックホール
- 4月27日：神奈川・よこすか芸術劇場
- 5月12日：山形・やまぎん県民ホール
- 5月13日：福島・けんしん郡山文化センター

- 6月10日、6月11日：東京・有明アリーナ
- 7月04日、7月05日：大阪・大阪城ホール
- 8月26日、8月27日：東京・有明アリーナ

- 2月11日：三重・三重県営サンアリーナ
- 2月20日、2月21日：愛知・日本ガイシホール
- 2月24日、2月25日：東京・国立代々木競技場 第一体育館
- 3月09日、3月10日：福岡・マリンメッセ福岡 A館
- 3月16日：新潟・朱鷺メッセ 新潟コンベンションセンター
- 4月10日、4月11日：大阪・大阪城ホール
- 4月19日、4月20日、4月21日：東京・有明アリーナ
- 7月14日、7月15日：千葉・幕張メッセ 国際展示場4-6ホール[50]

- 12月29日：東京・有明アリーナ

- FANTASTICS LIVE 2025 "CRAWLING BUTTERFLY"
  - 7月19日：埼玉・さいたまスーパーアリーナ
- FANTASTICS LIVE 2025 "SILENT BUTTERFLY"
  - 7月20日：埼玉・さいたまスーパーアリーナ
- FANTASTICS LIVE 2025 "RISING BUTTERFLY"
  - 7月21日：埼玉・さいたまスーパーアリーナ

### 合同
- BATTLE OF TOKYO 〜ENTER THE Jr. EXILE〜（2019年7月4日 - 7月7日）[53]
- LDH PERFECT YEAR 2020 COUNTDOWN LIVE 2019▶︎2020 "RISING"（2019年12月31日）
- EXILE TRIBE LIVE TOUR 2021 "RISING SUN TO THE WORLD"（2021年3月10日 - 6月28日）[54]
- iCON Z 2022 〜Dreams For Children〜（2022年5月21日）[55]
- BATTLE OF TOKYO 〜TIME 4 Jr.EXILE〜（2022年7月21日 - 7月24日）
- Jr.EXILE LIVE-EXPO 2022（2022年12月31日）[56]
- BATTLE OF TOKYO 〜CODE OF Jr.EXILE〜（2023年7月21日 - 7月30日）
- LDH LIVE-EXPO 2023（2023年12月30日 - 12月31日）[57]
- BATTLE OF TOKYO 〜Jr.EXILE vs NEO EXILE〜（2024年8月10日 - 8月12日）[58]
- LDH LIVE-EXPO 2024 -EXILE TRIBE BEST HITS-（2024年10月26日 - 10月27日）[59]

### 配信
- LIVE×ONLINE（2020年7月2日：ABEMA、以下同じ）[60]
- LIVE×ONLINE IMAGINATION（2020年9月24日）[61]
- LIVE×ONLINE INFINITY "HALLOWEEN"（2020年10月30日）[62]
- LIVE×ONLINE BEYOND THE BORDER（2020年12月26日）[63]
- LIVE×ONLINE COUNTDOWN 2020▶︎2021 "RISING SUN TO THE WORLD"（2020年12月31日）[64]
- ABEMA×LDH ONLINE X'mas LIVE PARTY（2021年12月7日）[65]
- LIVE×ONLINE COUNTDOWN 2021▶︎2022（2021年12月31日）[66]
- ABEMA×LDH ONLINE限定ライブ FANTASTICS 2023（2023年1月30日）[67]

### ファンクラブイベント
- FANTASTICS OFFICIAL FAN CLUB EVENT『FANTIME 〜5周年だよ! 全員集合〜』（2023年12月5日：パシフィコ横浜）[68]
- FANTASTICS OFFICIAL FAN CLUB EVENT『FANTIME 〜FANTARO DAY 2024〜』（2024年9月9日：立川ステージガーデン）[69]
- FANTASTICS OFFICIAL FAN CLUB EVENT『FANTIME 〜祝6周年! ファンタちゃん生誕祭 in アリーナ〜』（2024年12月5日：ららアリーナ 東京ベイ）[70]

### その他のイベント
- ABEMA×LDH 2021 スペシャルファンミーティング@EXILE TRIBE STATION in YOKOHAMA（2021年9月26日：山下埠頭内特設会場）[71]
- ABEMA×LDH FANTASTICS SPECIAL FAN MEETING 2022（2022年9月20日：豊洲PIT）[72]

### サポートメンバーとして参加
- GENERATIONS from EXILE TRIBE WORLD TOUR 2017 ～SPEEDSTER～（2017年5月）
- GENERATIONS LIVE TOUR 2017 "MAD CYCLONE"  (2017年7月 - 2017年12月)
- EXILE LIVE TOUR 2018-2019 "STAR OF WISH"（2018年9月 - 2019年2月）[1]

## 出演

### テレビ番組
- 週刊EXILE（2017年 - 2021年、TBS）[73]
- ふるさとファンタ（2022年4月 - 2023年、フジテレビ・FNS）[74]
- The Usual Night いつもの夜（2022年5月 - 7月、ABCテレビ）[75]
- 八千代コースター「FANTASTICSの新潟100米る」（2023年4月 - 、NST新潟総合テレビ）[76]
- ランファンQUEST（2024年4月 - 、TBS）[77]

### テレビドラマ
- マネキン・ナイト・フィーバー（2020年10月 - 11月、日本テレビ）[78]
- FUN! FUN! FANTASTICS（2021年2月 - 3月、日本テレビ）[79]
  - FUN! FUN! FANTASTICS SEASON2（2022年1月 - 3月）[80]
  - FUN! FUN! FANTASTICS SEASON3（2023年6月 - 8月）[81]
  - FUN! FUN! FANTASTICS SEASON4（2024年7月 - 9月）[82]
  - FUN! FUN! FANTASTICS SEASON5（2025年3月 - 4月）[83]

### 舞台
- BACK TO THE MEMORIES（2021年4月[84]、7月[85]）
  - BACK TO THE MEMORIES PART2（2022年4月 - 5月）[86]
  - BACK TO THE MEMORIES PART3（2023年8月 - 9月）[87]
  - BACK TO THE MEMORIES PART4（2024年9月 - 11月）[88]
  - BACK TO THE MEMORIES PART5（2025年6月 - 7月）[89]

### 配信番組
- FANTASTICSのイケメンを、壊したい!（2025年2月 - 、ABEMA）[90]

### ラジオ
- 〜みんなでつくるラジオ〜「FANTASTIC RADIO」（2018年11月 - 、FM OH!）[91]
- So stoked for FANTASTICS（2020年4月 - 2021年3月、CBCラジオ）[92]

### ミュージックビデオ
- GENERATIONS from EXILE TRIBE「Y.M.C.A.」（2018年）[93]

### CM
- ミクシィ「TIPSTAR」（2021年）[94]
- ROUND1（2023年 - 2024年）[95]
- Softbank「トビデル」（2024年）[96]

### ゲーム
- キャラだん (2023年8月21日 - 2024年3月31日、iOS / Android、LDH DIGITAL)[97][98]

### その他
- 運転免許トロッカ! アンバサダー（2020年）[99]
- 三遠ネオフェニックス 2020-21シーズン オフィシャルアーティスト（2020年 - 2021年）[100]
- 佐藤可士和展「STOP FOR NOTHING」アンバサダー（2021年）[21]
- 台北市観光大使（2021年）[101]
- D.LEAGUE
  - 23-24 アンバサダー（2023年 - 2024年）[102]
  - 24-25 アンバサダー（2024年 - 2025年）[35]
- 大阪・関西万博 スペシャルサポーター（2023年 - 2025年）[103]
- Indeed WEBムービー（2024年）[104]
- サンスター「Ora²」アンバサダー（2025年）[105]
- ジーユー「GU感謝祭」感謝祭実行委員（2025年）[106]

## 受賞
- 第33回 日本ゴールドディスク大賞 ベスト5ニュー・アーティスト賞（邦楽部門）[107]

## 備考
ファン太郎
メンバーの中尾がデザインしたキャラクター。
FANTARO
FANTASTICSのファンネーム。2023年2月21日に発表された。9月9日を新たな記念日としたことも同時に発表された。
buddix (バディ)
FANTASTICSのアパレルブランド。